# Stazione di Finlandia

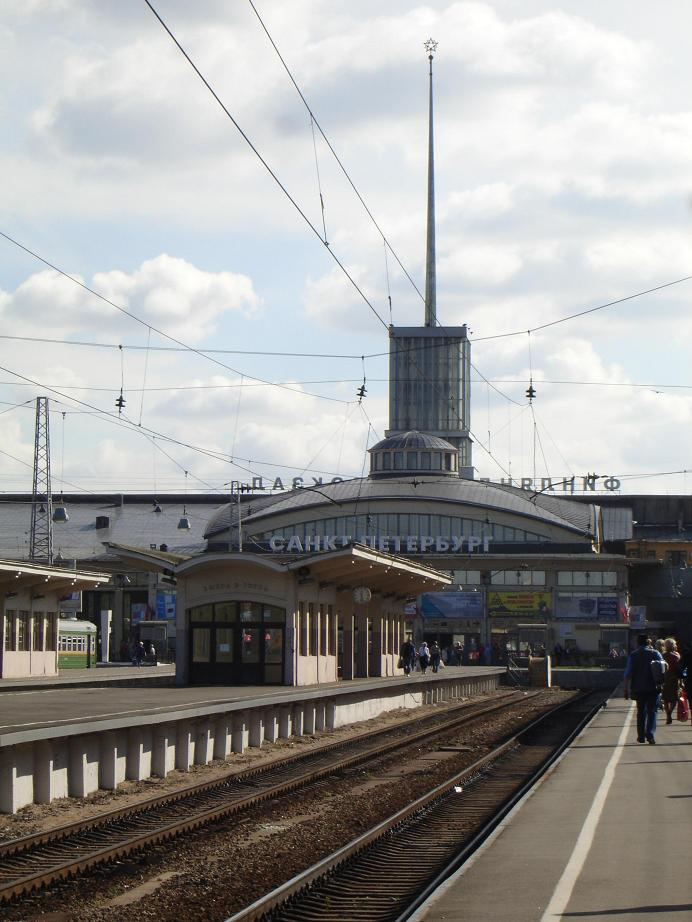
Fabbricato viaggiatori visto dal piazzale binari

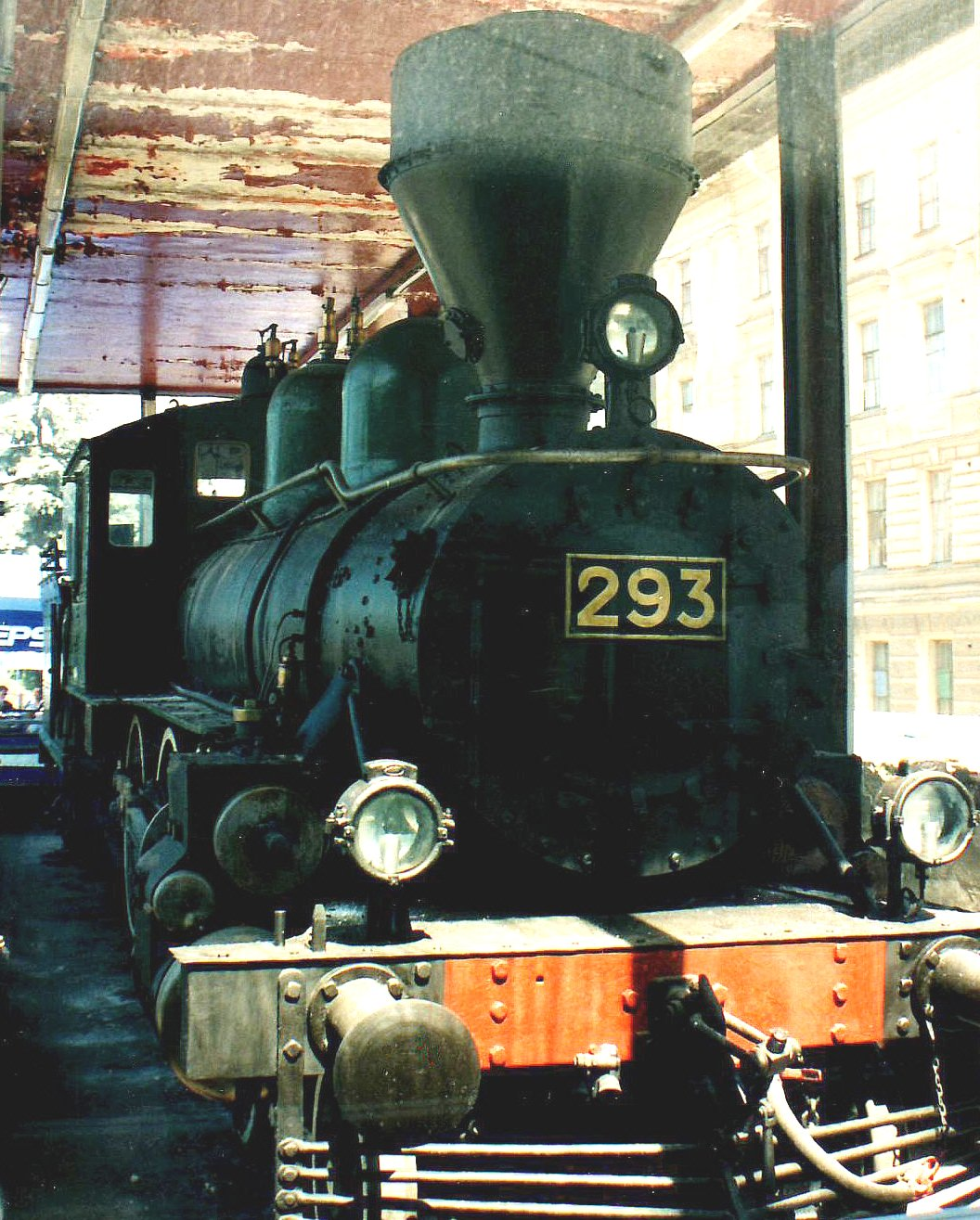
Locomotiva n. 293 con la quale, nell'aprile 1917, Lenin fece ritorno in patria dall'esilio e attualmente conservata alla stazione Finlandia, dono del governo finlandese

La stazione di Finlandia o anche più semplicemente stazione Finlandia (in russo Финляндский вокзал?, Finljandskij voksal; in inglese traslitterata ufficialmente sulla cartellonistica segnaletica: Finlyandskiy Railway Station) è una infrastruttura ferroviaria ubicata nel territorio della città russa di San Pietroburgo.

## Storia
Di ritorno dall'esilio, Lenin giunse alla stazione di Finlandia proveniente via treno da Zurigo (Svizzera), passando per Saßnitz (Germania), dove imbarcò su di un traghetto che lo portò sino a Trelleborg (Svezia) per proseguire poi sino al posto di confine tra Haparanda e Tornio (Finlandia), giungendo quindi a Helsinki per prendere il convoglio ferroviario blindato che lo porterà a Pietrogrado (nome ufficiale di San Pietroburgo all'epoca) la sera del 16 aprile 1917 (3 aprile nel vecchio calendario giuliano allora ancora in vigore in Russia).
L'attuale fabbricato viaggiatori è stato costruito nel 1960.
La stazione viene citata nella canzone West End Girls del gruppo musicale inglese Pet Shop Boys.